# Fozières
Fozières är en kommun i departementet Hérault i regionen Occitanien i södra Frankrike. Kommunen ligger i kantonen Lodève som tillhör arrondissementet Lodève. År 2022 hade Fozières 193 invånare.

## Befolkningsutveckling
Antalet invånare i kommunen Fozières
Referens:INSEE